# Franciszek Żmurko
Franciszek Żmurko (Lemberg, 1859. július 18. – Varsó, 1910. október 9.) lengyel realista festő.

## Élete
Fiatalon rajzleckéket vett szülővárosában Franciszek Tepa festőnél. Később Krakkóba költözött, a Képzőművészeti Akadémián folytatta tanulmányait Jan Matejko professzor vezetésével. 1877-ben Bécsbe utazott, ahol felvételt nyert a Bécsi Képzőművészeti Akadémiára, de hamarosan otthagyta, hogy Wagner Sándornál tanuljon Münchenben. 1880-ban visszatért Krakkóba, majd 1882-ben Varsóba költözött, ahol 1910-ben bekövetkezett haláláig maradt.
Műveit Aleksander Krywult Szalonjában (1881, 1883), a Varsói Képzőművészeti Társaság galériájában, a krakkói Képzőművészeti Baráti Társaságnál állította ki (1880, 1888, 1894–1895, 1902), valamint nemzetközi kiállításokon vett részt Párizsban, Londonban, Chicagóban, San Franciscóban.
Felesége Aleksandra Lüde színésznő volt.
A Powązki temetőben temették el (E-2-29/30 szelvény).

## Művei (válogatás)
- Zygmunt August i Barbara
- Zuzanna i starcy, 1879
- Z rozkazu padyszacha, 1881
- Nubijczyk, 1884
- Portret kobiety z wachlarzem, 1884
- Widzenie Fausta, 1890
- Kazimierz Wielki i Esterka
- Portret kobiety z wachlarzem i papierosem, 1891
- Autoportret z paletą, 1895
- Portret młodej kobiety, 1896
- Studium do obrazu "Laudamus feminam", c. 1900
- Półakt kobiecy, c. 1900
- Una donna
- Czarne warkocze, 1907

## Képgaléria

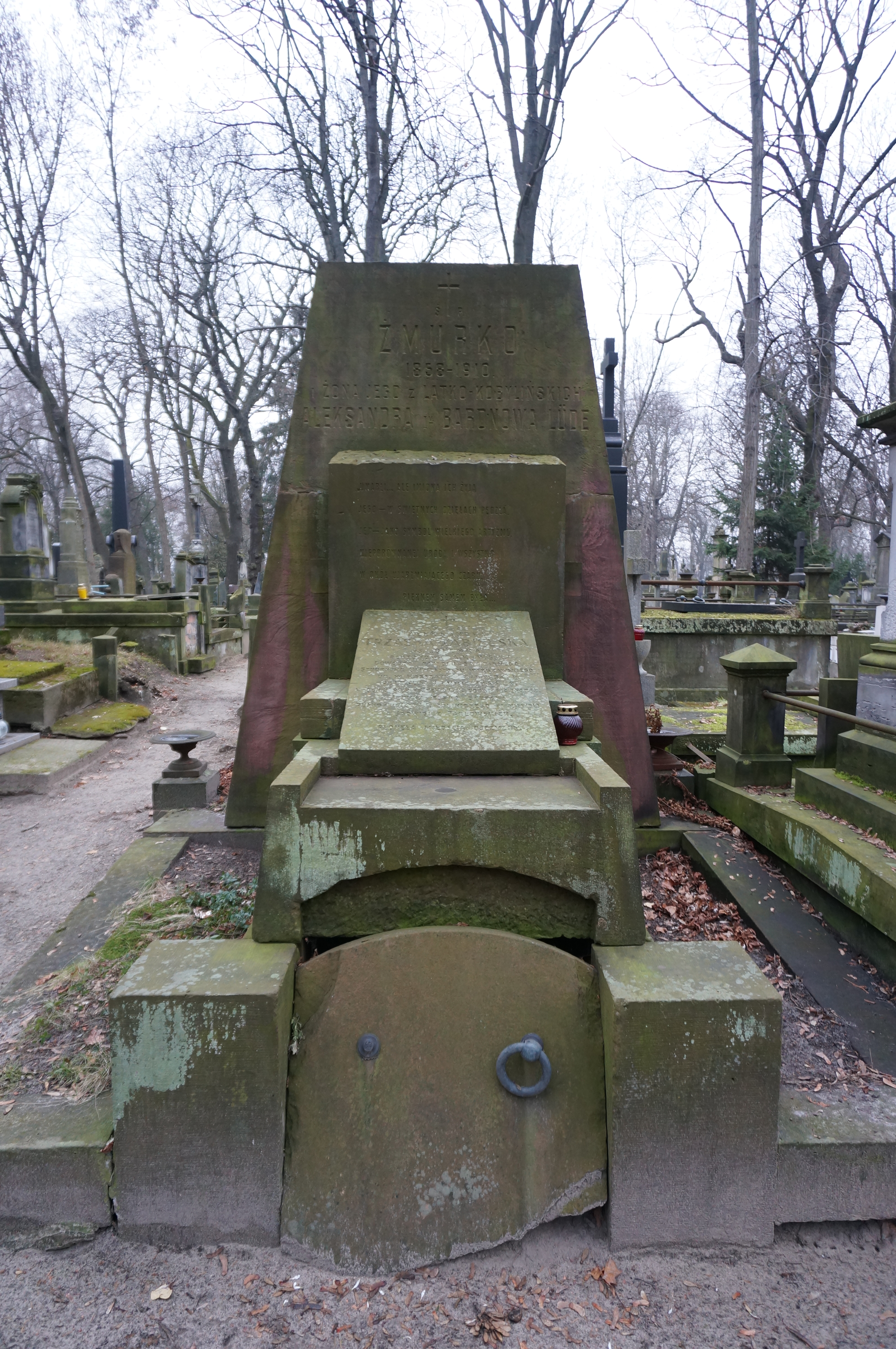
Franciszek Żmurka és Aleksandra Lüde sírja a Powązki temetőben

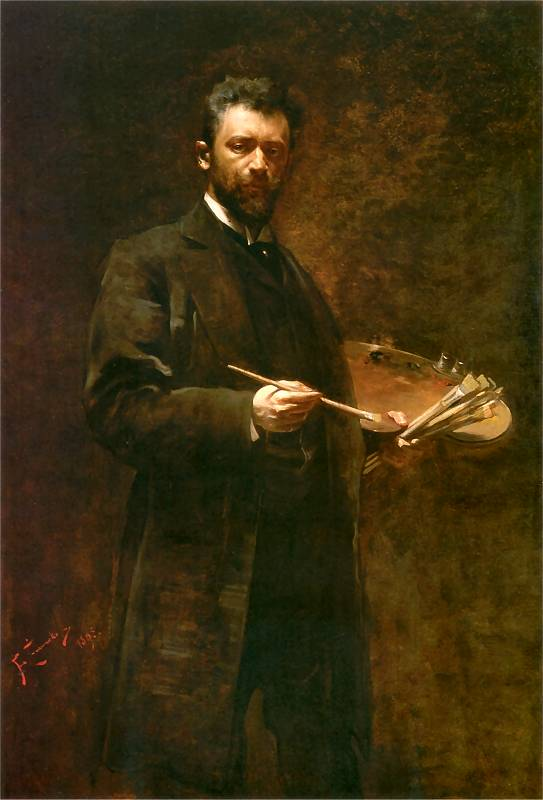
Önarckép palettával (1895) Varsói Nemzeti Múzeum
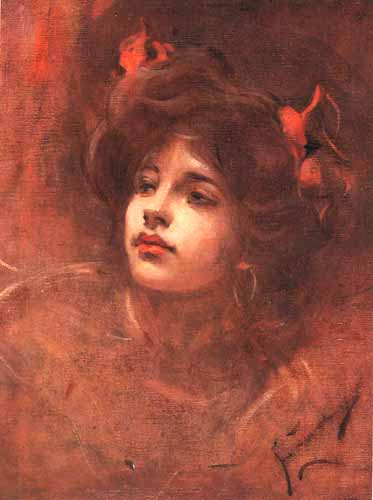
Lány vörös szalaggal a hajában
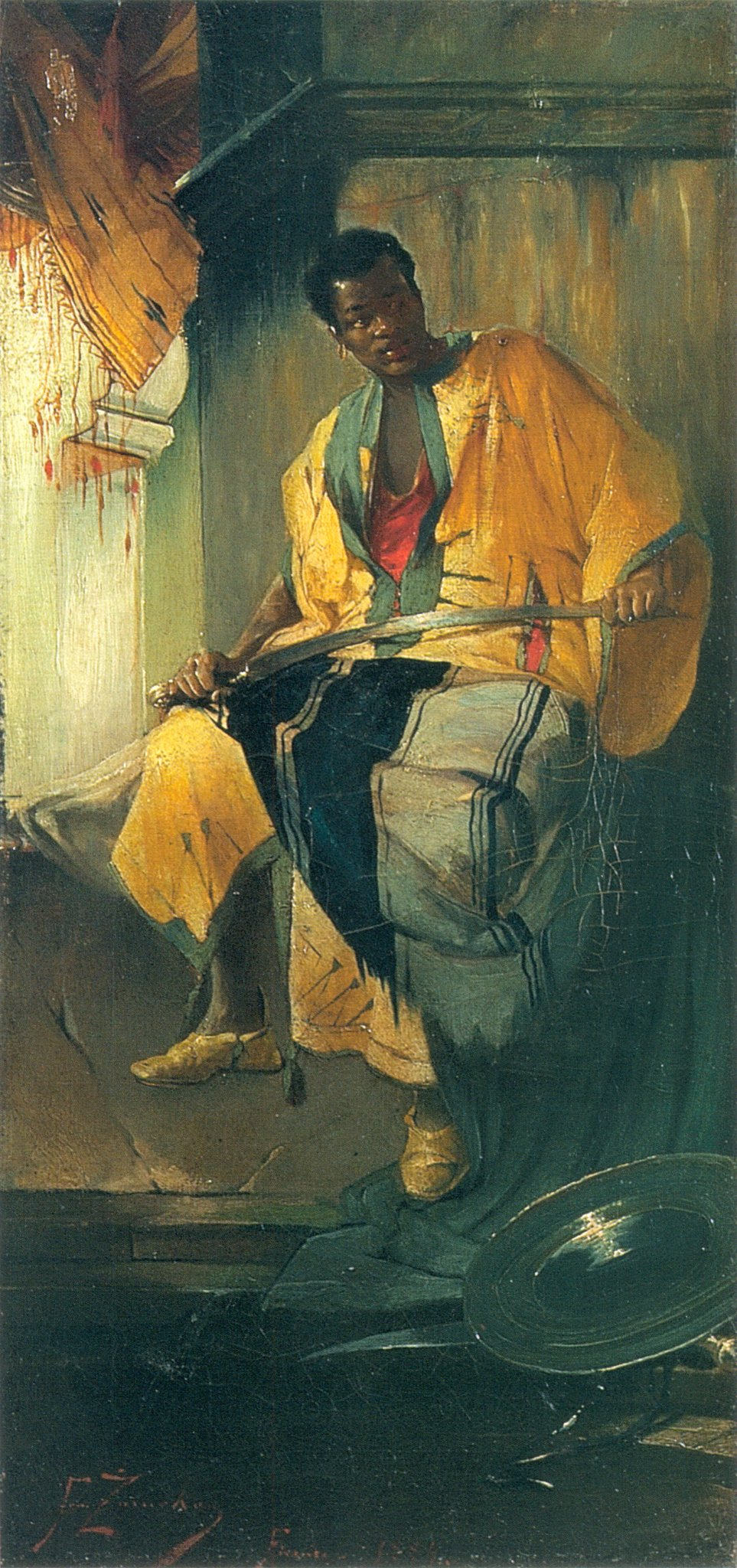
Núbiai férfi (1884)
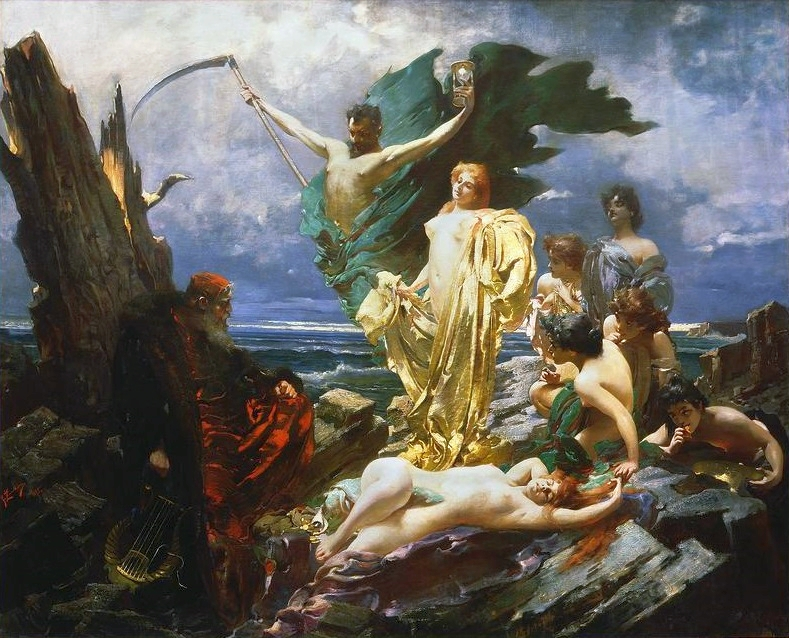
A bűnös múltja – Hét halálos bűn (1895) Varsói Nemzeti Múzeum
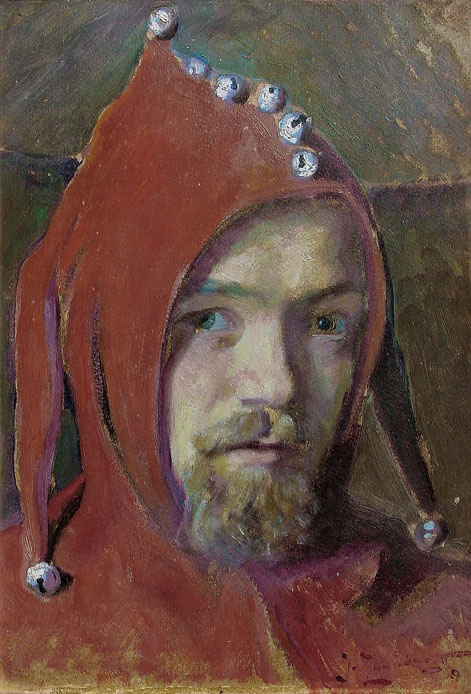
Önarckép Stańczyk szerepében
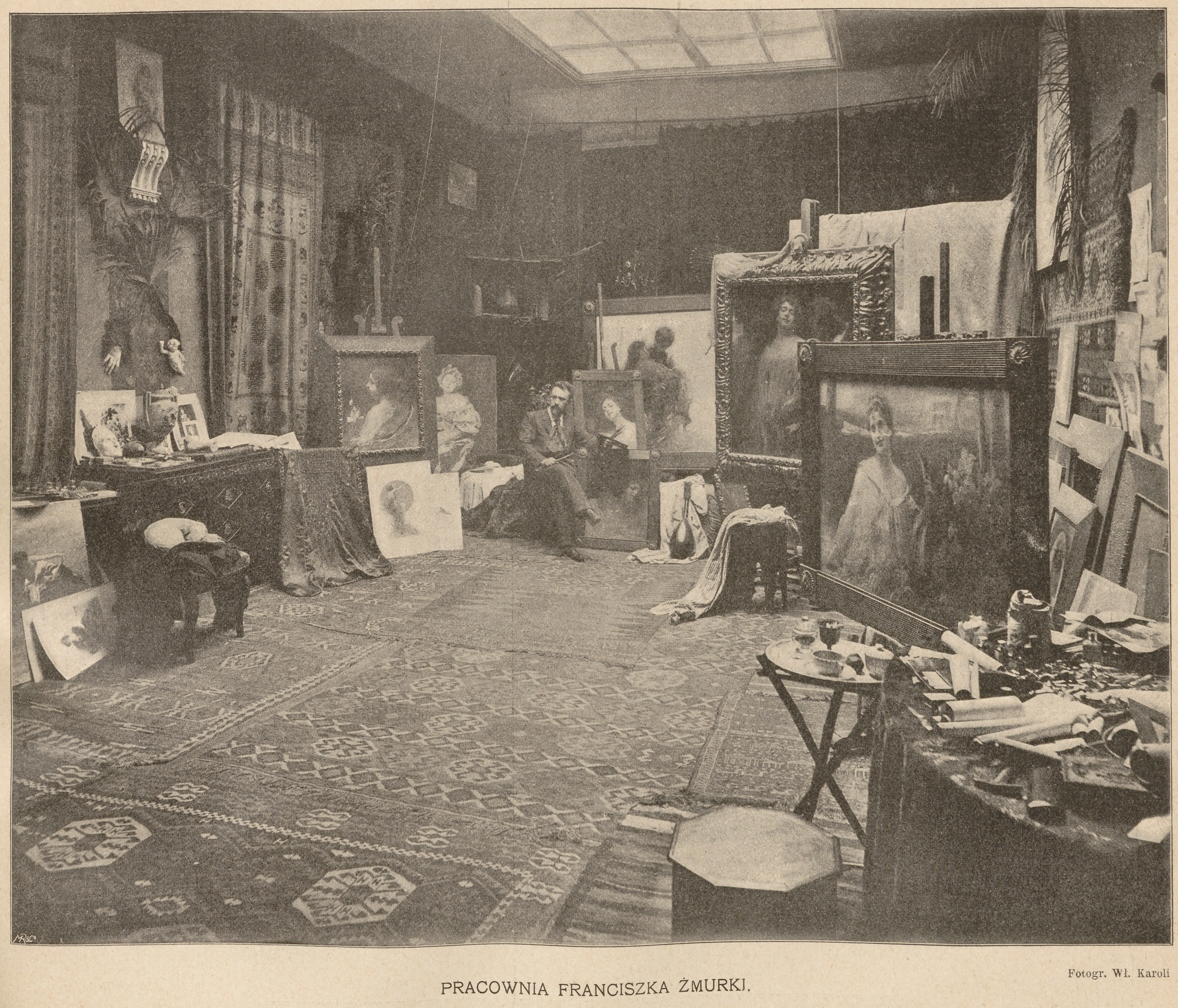
Franciszek Żmurko műterme (fotó, 1900)
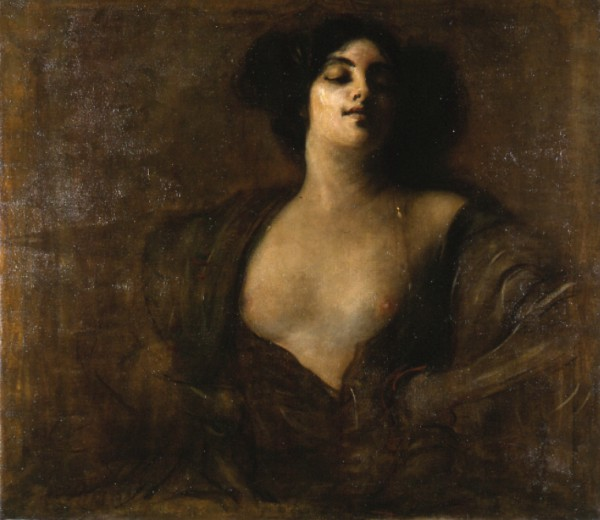
Hetéra[2] (1906)
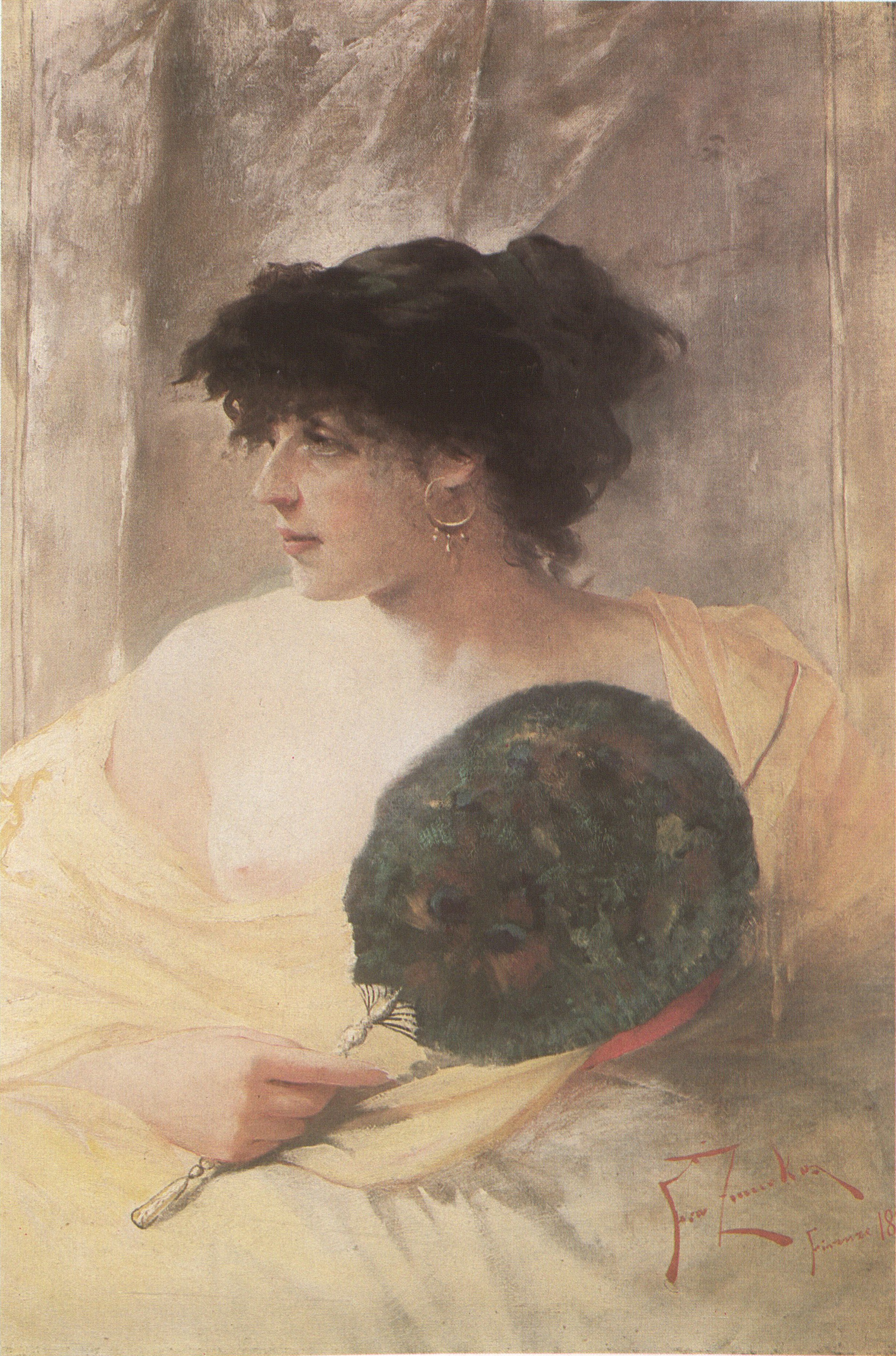
Nő legyezővel (1884) Varsói Nemzeti Múzeum

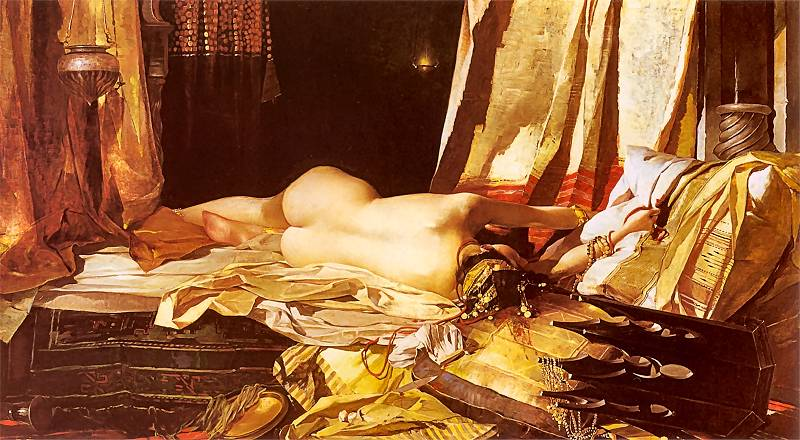
A padishah parancsára (1881)
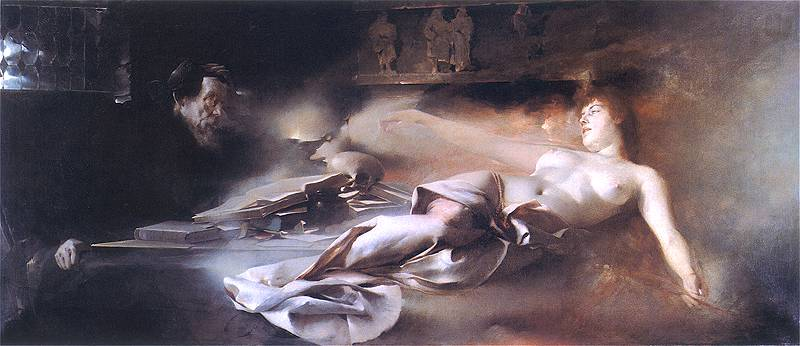
Faust látomása (1890)

## Fordítás
- Ez a szócikk részben vagy egészben  a   Franciszek Żmurko című angol Wikipédia-szócikk ezen változatának fordításán alapul.  Az eredeti cikk szerkesztőit annak laptörténete sorolja fel. Ez a jelzés csupán a megfogalmazás eredetét és a szerzői jogokat jelzi, nem szolgál a cikkben szereplő információk forrásmegjelöléseként.